# 出待ち
出待ち（でまち）とは、芸能人やアスリートなどの著名人が劇場や放送局、スタジアムなど施設での活動を終えて出てくるのを待つこと。追っかけやファンの行動だけではなく、ビジネスの場での人脈形成や、商談・承認印などのために相手を待つ場合に用いることもある。
また、逆に著名人などが活動先に入るのを待つことを入り待ちと呼び、入り待ちと出待ちを総称して入り出待ちとすることもある。

## 概要
出待ちという言葉は、一般的にはファンの行動を指すことが多い。
宝塚歌劇団は出待ちとの関連が深く、同歌劇団の海外ファンへのアンケートで「タカラヅカの魅力」を問う設問には約60%が「入り、出待ちの文化」と回答しているなど、「タカラヅカ」と聞くと出待ちする熱心なファンをイメージする人も多いとされる。入り待ち出待ちは宝塚歌劇団の私設ファンクラブの活動の中でも重要とされており、公演ごとに制作される制服を着用しなければ参加できないなど、システマチックなルールに基づいて実施される。
周辺への迷惑などを理由に、出待ち行為を禁止したり、SNSなどで注意喚起が行われる場合もある。